# Dolomedes costatus
Dolomedes costatus är en spindelart som beskrevs av Zhang, Zhu och Song 2004. Dolomedes costatus ingår i släktet Dolomedes och familjen vårdnätsspindlar. Inga underarter finns listade i Catalogue of Life.